# N Tiga Aek Nabara
N Tiga Aek Nabara is een bestuurslaag in het regentschap Labuhan Batu van de provincie Noord-Sumatra, Indonesië. N Tiga Aek Nabara telt 372 inwoners (volkstelling 2010).